# 金屬芳香性
金屬芳香性（Metal aromaticity）是將有机化合物中芳香性的概念延伸到金屬及金屬化合物。金屬芳香性最早是在鋁原子簇MAl4−（M表示鋰、鈉或是銅）中證實的。上述的陽離子是在氦氣下將铝/碳酸锂的混合物或是銅或鈉對鋁的合金，利用激光蒸发碳酸鋰製備，再由质谱法分離，之後用光电子能谱進行分析。化合物芳香性的證據是基於以下的考量。计算化学證實鋁原子簇是由四原子的Al42−平面，以及在方形金字塔形分子幾何頂點上的抗衡离子所組成。Al42−單元是完美的平面結構，不會受頂點上的抗衡离子影響，甚至於兩側都有抗衡离子，形成中性化合物M2Al4也是一様。除了其HOMO計算有了二個離域的pi系統，因此符合休克尔规则。而且移除頭四個價電子需要能量的實際值也和理論值符合。
D軌域芳香性（D-orbital aromaticity）出現在三原子的鎢離子W3O9-及鉬離子Mo3O9-原子簇中，原子簇是由有氧氣存在的條件下，在氦氣體流中雷射蒸發純金屬而得。原子簇中的三金屬中心是用氧原子來橋接，而每個金屬原子也有二個終端氧原子。光電子能譜的第一個信號對應移去離子中最低能量價電子，形成中性化合物M3O9所需的能量。這個能量和三氧化鎢或三氧化鉬的能量相當。光電子能譜能的信號很寬，表示陰離子和中性化合物的構象差很大，計算化學證實M3O9-及M3O92-陰離子是理想的六邊形，其金屬和金屬之間的鍵長等長。
上述的分子都只在氣態下存在，且濃度很低。有研究指出一個由钼酸钠（Na2MoO4.2H2O）和亞氨基二乙酸在水中生成的化合物也有金屬芳香性。X光散射技术顯示其中的鈉原子排列成類似於並五苯的六邊形簇。鈉-鈉鍵的鍵長特別的短（327pm，元素態的鈉原子之間距離為380），而且類似苯一様，其產生的環是平面的。在此化合物中，鈉原子呈現一個扭曲的八面体形分子构型，和鉬原子及水分子形成配位鍵。NICS aromaticity數值的計算證實了其實驗所得的結果。